# Håkan Hammarén
Håkan Hammarén född Johansson 29 maj 1969 i Göteborg, är en svensk TV- och filmproducent. 
Håkan Hammarén har bland annat producerat TV-dramaserien 30 grader i februari, långfilmen Prästen i paradiset och det politiska spänningsdramat Den inre cirkeln. Hammarén driver produktionsbolaget Fundament Film.